# Enric XI de Reuss-Obergreiz
Enric XI Reuss-Obergreiz (en alemany Heinrich XI. Reuß zu Greiz) va néixer a Greiz (Alemanya) el 18 de març de 1722 i va morir a la mateixa ciutat el 28 de juny de 1800. Era un noble alemany, fill del comte Enric II de Reuss-Obergreiz (1696-1722) i de Carlota Sofia de Bothmer (1697-1748).
El 1723 va succeir al seu germà Enric IX com a cap de la casa de Reuss Greiz. Després de la mort del comte Enric III, 1768 va heretar els dominis d'Obergreiz. I l'any següent va dissenyar la residència familiar a Greiz, el Palau de Greifswald, i va fundar la Biblioteca Imperial. El 12 de maig de 1778 va aconseguir el títol de Príncep Imperial.

## Matrimoni i fills
El 4 d'abril de 1743 es va casar a Köstritz amb Conradina de Reuss-Kostritz
(1719-1770), filla del comte Enric XXIV (1681-1748) i de la baronessa Emma Elionor de Promnitz-Dittersbach (1688-1776). El matrimoni va tenir els següents fills:
- Enric XII (1744-1745)
- Amàlia (1745-1748)
- Enric XIII (1747-1817), príncep de Reuss-Greiz que es va casar amb Lluïsa Guillemina de Nassau-Weilburg (1765-1837).
- Frederica (1748-1816) que es va casar primer amb Lluís Frederic de Castell-Rüdenhausen (1746-1803), de qui es divorcià el 1769 per tornar-se a casar amb el príncep Frederic de Hohenlohe-Kirchberg (1732-1796).
- Enric XIV (1749-1799) casat amb Maria Anna Meyer de Eybenberg (1775-1812).
- Enric XV (1751-1825).
- Isabel (1752-1824) casada amb Guillem Jordi de Kirchberg (1751-1777).
- Maria (1754-1759)
- Victòria (1756-1819) casada amb el príncep Ernst Wolfgang II d'Isenburg Birstein (1735-1803)
- Enric XVI (1759-1763)
- Enric XVII (1761-1807) casat amb Babette Benigna de Wenz Lahnstein (1775-1838).

El seu segon matrimoni amb Alexandrina (1740-1809), filla del comte Cristià Carles Reinhard de Leiningen-Dagsburg-Falkenburg, no va tenir fills.